# Thomas Schreiber (Journalist, 1959)

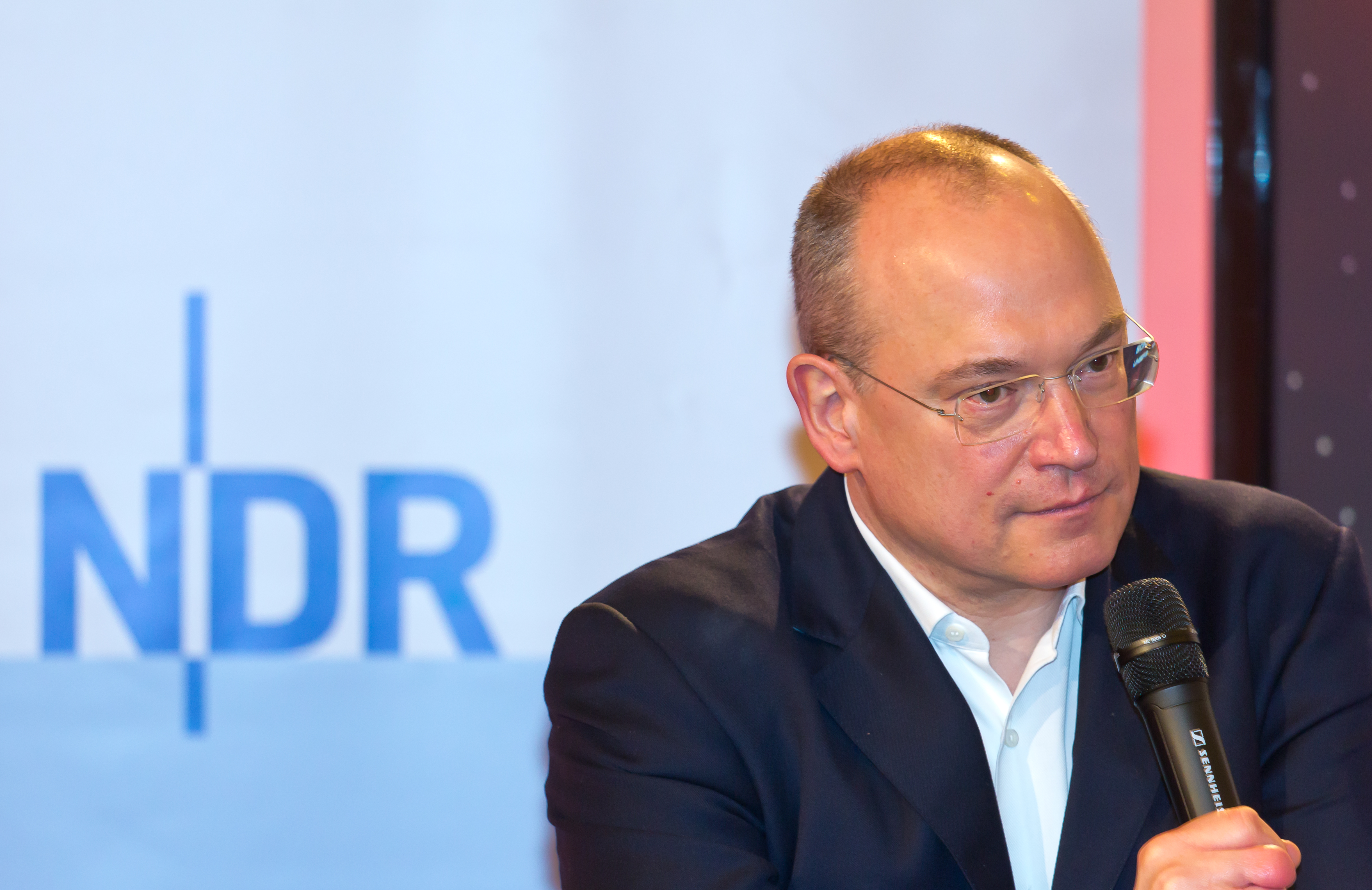
Thomas Schreiber beim Vorentscheid Unser Song für Dänemark in Köln für den ESC 2014 am 12. März 2014

Thomas Schreiber (* 24. Juli 1959 in Köln) ist ein deutscher Journalist und seit 1. Mai 2021 Geschäftsführer der ARD-Tochter Degeto Film. Zuvor war er bis Ende April 2021 Programmleiter im Bereich Fiktion & Unterhaltung beim NDR Fernsehen sowie ARD-Unterhaltungskoordinator.

## Werdegang
Der aus Köln stammende Thomas Schreiber studierte nach seinem Abitur von 1979 bis 1983 an der Universität Bielefeld Literaturwissenschaften, Anglistik und Geschichte. Während dieser Zeit war er schon als freier Mitarbeiter verschiedener Radiosender (u. a. WDR, SWF und DLF) tätig, bevor er 1988 beim Norddeutschen Rundfunk zunächst Volontär war und anschließend Redakteur bei ARD-aktuell, Tagesschau und Tagesthemen wurde. 1990 erfolgte der Wechsel zum Hörfunksender NDR 4, wo er für die medienpolitische Berichterstattung zuständig war. Von 1994 bis 1999 arbeitete er für den NDR und WDR als Hörfunkkorrespondent in London. Im Anschluss kehrte er nach Hamburg zurück und übernahm dort für ca. acht Jahre bis Ende April 2021 die Leitung des NDR-Programmbereiches Kultur/Fernsehen, verantwortlich für Produktionen für NDR Fernsehen, Das Erste, KiKA, ARTE, Phoenix und 3sat.
Von Mai 2007 bis Ende April 2021 leitete er den Programmbereich Fiktion & Unterhaltung und war zusätzlich Koordinator für Unterhaltung bei der ARD. Hier war er u. a. für die deutsche Übertragung des Eurovision Song Contests zuständig. Für sein Mitwirken als Produktionsleiter beim ESC 2011 in Düsseldorf wurde er zusammen mit dem Veranstaltungsteam im Oktober 2011 mit dem Deutschen Fernsehpreis in der Kategorie Beste Unterhaltung/Show ausgezeichnet. 2011 wurde er Mitglied der Reference Group der Europäischen Rundfunkunion (EBU), die den ESC ausrichtet.
Im Jahr 2015 geriet Schreiber für die Entscheidung Xavier Naidoo, ohne den sonst üblichen Vorentscheid als deutschen Vertreter zum ESC 2016 in Stockholm zu nominieren in die Kritik. Die Nominierung des Sängers wurde kritisiert, weil Naidoo eine Nähe zur rechtsextremen Reichsbürgerbewegung unterstellt wird und Texte von ihm als antisemitisch und homophob kritisiert werden. Die Entscheidung Naidoo zu nominieren, wurde vom NDR am 21. November zurückgezogen.
Zum 1. Mai 2021 trat Schreiber als Geschäftsführer der Degeto die Nachfolge von Christine Strobl an, welche als Programmdirektorin des ARD-Gemeinschaftsprogramms Das Erste die Nachfolge von Volker Herres übernahm.
Neben seiner Tätigkeit für Hörfunk und Fernsehen ist Schreiber Herausgeber verschiedener Bücher von und über Arno Schmidt sowie einer Kriminalroman-Reihe beim Rowohlt Verlag.

## Filmografie
- 2003: Adolf Eichmann – Begegnung mit einem Mörder (Ausführender Produzent)
- 2005: Shoot Back! Leben am Abgrund
- 2007: Traders’ Dreams – Eine Reise in die Ebay-Welt (Koproduzent)
- 2009: Die Päpstin (Produktionsleiter)
- 2010: Tatort – Vergissmeinnicht (Herstellungsleiter)
- 2010: Im Angesicht des Verbrechens (Produktionsleiter)
- 2011: Homevideo (Redaktionsleitung)

## Auszeichnungen
- 1992: Kurt-Magnus-Preis
- 2008: Deutscher Fernsehpreis

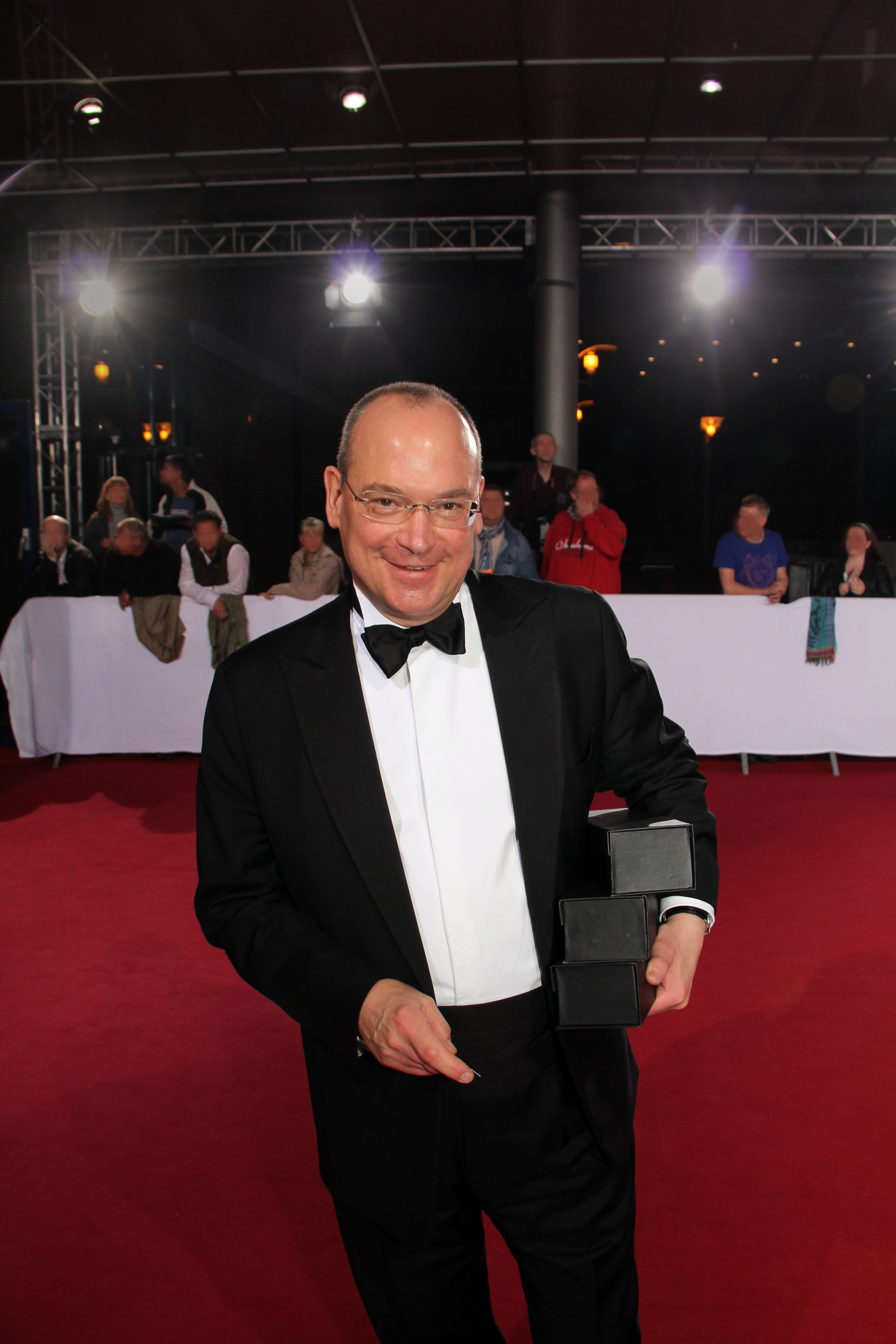
Thomas Schreiber beim Deutschen Fernsehpreis 2011 in Köln am 3. Oktober 2011

  - Kategorie Beste Dokumentation für Das Schweigen der Quandts als Redaktionsleiter
- 2010: Deutscher Fernsehpreis
  - Kategorie Beste Unterhaltung für Unser Star für Oslo als Redaktionsleiter
- 2011: Deutscher Fernsehpreis
  - Kategorie Beste Unterhaltung/Show für die Produktion des Eurovision Song Contest 2011, zusammen mit Jörg Grabosch (Produzent), Anke Engelke, Stefan Raab, Judith Rakers (Moderation), Jerry Appelt (Light Design), Florian Wieder (Production Design), Falk Rosenthal (Media Design) und Ladislaus Kiraly (Regie)
  - Kategorie Bester Fernsehfilm für Homevideo (als Redaktionsleiter)
- 2011: ECHO
  - Kategorie Medienpartner des Jahres für seine Beteiligung an Unser Star für Oslo
- 2012: Live Entertainment Award
  - Kategorie Show des Jahres für die Veranstaltung des ESC 2011
- 2012: Rose d’Or
  - Kategorie TV Movie für Homevideo
  - Kategorie Live Event Show für die Veranstaltung des ESC 2011